# Baileyville (Maine)
Baileyville es un pueblo ubicado en el condado de Washington en el estado estadounidense de Maine. En el Censo de 2010 tenía una población de 1.521 habitantes y una densidad poblacional de 14,01 personas por km².

## Geografía
Baileyville se encuentra ubicado en las coordenadas 45°10′53″N 67°26′24″O / 45.18139, -67.44000. Según la Oficina del Censo de los Estados Unidos, Baileyville tiene una superficie total de 108.55 km², de la cual 96.23 km² corresponden a tierra firme y (11.35%) 12.32 km² es agua.

## Demografía
Según el censo de 2010, había 1.521 personas residiendo en Baileyville. La densidad de población era de 14,01 hab./km². De los 1.521 habitantes, Baileyville estaba compuesto por el 95.73% blancos, el 0.66% eran afroamericanos, el 0.79% eran amerindios, el 0.66% eran asiáticos, el 0.07% eran isleños del Pacífico, el 0.2% eran de otras razas y el 1.91% pertenecían a dos o más razas. Del total de la población el 0.66% eran hispanos o latinos de cualquier raza. Y Araceli.